# Corentin de Quimper

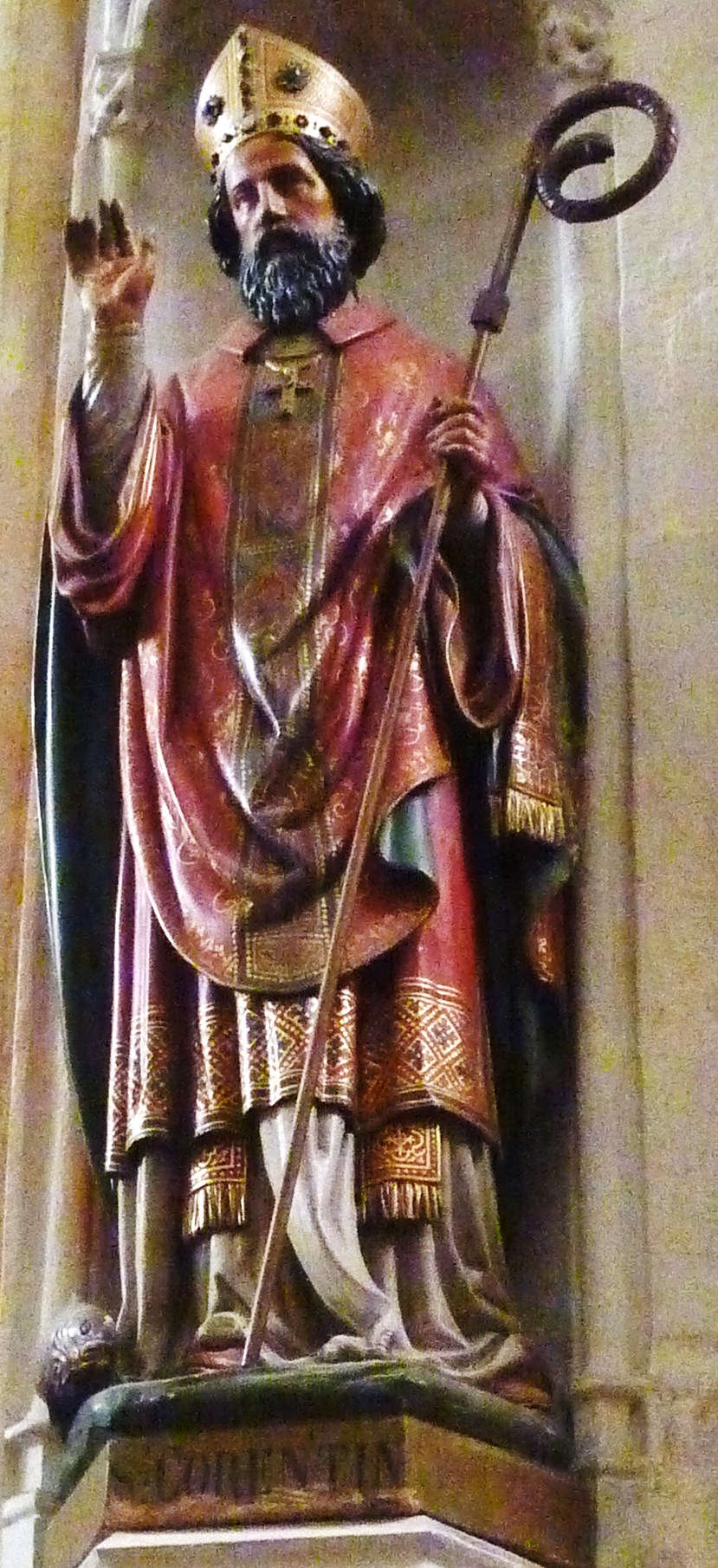
Corentin en évêque avec la crosse et vêtu d'une chasuble, et à ses pieds son attribut le poisson.

Saint Corentin (Corentinus en latin), appelé aussi Kaourintin ou Kaour, est selon la tradition, le premier évêque de Quimper au Ve siècle. Selon une construction littéraire et hagiographique tardive forgée à partir du XIIIe siècle, il est considéré comme l'un des Sept saints fondateurs de Bretagne continentale. La ville de Quimper est ainsi une étape du pèlerinage médiéval des Sept saints de Bretagne continentale appelé Tro Breizh (Tour de Bretagne).
Il est fêté le 12 décembre par l'Église catholique, et selon le calendrier des saints bretons.

## Hagiographie
Sa vie est racontée dans la Vita de saint Corentin écrite vers 1220-1235 et publiée par Dom Plaine, cette publication ayant fait l'objet de commentaires  et de mises à jour apportant rectificatifs et compléments, en particulier la découverte d’une « Vie ancienne » de saint Corentin,. La chanson d'Aiquin l'évoque également. La légende hagiographique du saint écrite au XIIIe siècle révèle un enjeu politique, celui de légitimer la domination de l'évêché de Quimper sur les abbayes de Landévennec et Loctudy.
Dans la « Vie des saints de la Bretagne Armorique », publiée en 1637 par l'hagiographe Albert le Grand, saint Corentin serait né à Locmaria en Cornouaille armoricaine vers 375 « treize ans avant que le tyran Maxime passât en Gaule, et fut, dès son enfance, instruit par ses parents en la religion chrétienne ; et ayant été par une grâce et protection spéciale de Dieu, préservé pendant les guerres que le Roy Conan Meriadec fit aux garnisons Romaines, qu’il chassa entièrement de Bretagne ». Dom Lobineau pense que sa naissance a lieu vers 530, un 12 décembre, jour où il est fêté mais cette interprétation est en contradiction avec le fait que ses disciples, Guénolé (saint fondateur de l’abbaye de Landévennec et qui voit le jour vers 460) et saint Tudy, l'accompagnèrent à Tours, ce qui suggère que Corentin fut contemporain de ces deux saints.
Il devient ermite à Plomodiern, au pied du Ménez-Hom, où sa grande piété faisait déjà des miracles.
Le jour où le roi Gradlon décide de fonder le diocèse de Quimper, il appelle Corentin pour qu’il en devienne le premier évêque. Il l’aurait envoyé à Tours se faire consacrer évêque par le futur saint Martin (qui vivait au IVe siècle).
Gradlon lui aurait accordé un palais à Quimper à l’emplacement de l’actuelle cathédrale de la ville. Corentin est également associé à la légende d'Ys. La littérature bretonne, s'appuyant sur la version hagiographique d'Albert Le Grand, fait de Dahut une pécheresse impudique devant être châtiée. Elle y est responsable par ses mauvaises actions de la submersion de la ville d'Ys. Son père Gradlon tente de la sauver de la noyade, mais l'homme de Dieu qui l'accompagne (saint Guénolé ou saint Corentin selon ces versions) provoque sa chute dans les eaux.
La présence de Corentin comme premier évêque de Quimper est reconnue historiquement au concile d'Angers de 453 où il signe des canons. 
Après sa mort, il aurait été enterré devant le maître-autel de la cathédrale de Quimper. Devant l'invasion normande de 878, ses reliques sont transportées à l'abbaye Saint-Magloire de Léhon avant d'être réparties en région parisienne dont une partie à l'abbaye Saint-Corentin de Mantes où une abbaye royale lui est dédiée en 1201 par le roi Philippe Auguste, puis à Tours à l'abbaye de Marmoutier.
Dans la tradition locale, Corentin représente l'un des quatre piliers de la Cornouaille, avec le roi Gradlon, et ses disciples saint Guénolé et saint Tudy.

## Iconographie

### Attributs
Sa légende lui attribue, près de son ermitage, un poisson miraculeux qui se présentait chaque jour dans une fontaine et dont il coupait quotidiennement, pour se nourrir (agrémentant à son menu le pain dur qu'il mendiait et les herbes et racines sauvages), un fin morceau qui repoussait. La légende raconte encore que Corentin aurait partagé ce poisson avec un chasseur mourant de faim ou qu'il aurait nourri le roi Gradlon et sa cour d’un morceau de ce poisson un jour où, s’étant égarés lors d’une chasse dans le bois de Névet, ils étaient arrivés affamés à son ermitage. Certains prédicateurs y ont vu une allusion au poisson qui symbolisait les chrétiens au début du christianisme, le mot grec "ichtus" voulant dire « poisson ». Or le signe du « poisson » et le mot "ichtus" (ΙΧΘΥΣ), qui est un acronyme en grec pour "Iesous CHristos THeou Yios Sotèr" (Jésus le Christ, Fils de Dieu, le Sauveur) étaient des symboles pour les premiers chrétiens et leur permettaient de se reconnaître sans subir les persécutions des Romains, mais l'ichthus des catacombes n'a guère franchi les frontières de l'Italie. Le fait donc que le morceau du poisson repousse symboliserait sa piété grandissant chaque jour.
Ses attributs traditionnels sont donc le poisson ainsi que les attributs épiscopaux (mitre imposante sur la tête et crosse épiscopale massive dans la main). En général, il est représenté avec un poisson entier ou une moitié de poisson (rappel du poisson qu'il partagea avec le chasseur) qu'il tient dans la main ou à ses pieds où il est parfois associé à une fontaine. Dans la chapelle Saint-Corentin en Plomodiern, la crosse épiscopale est massive. Par mauvais temps persistants, les fidèles se rendaient à la chapelle et faisaient faire le moulinet à la crosse pour qu'elle pointe vers le nord.

### Chapelles et statues de saint Corentin

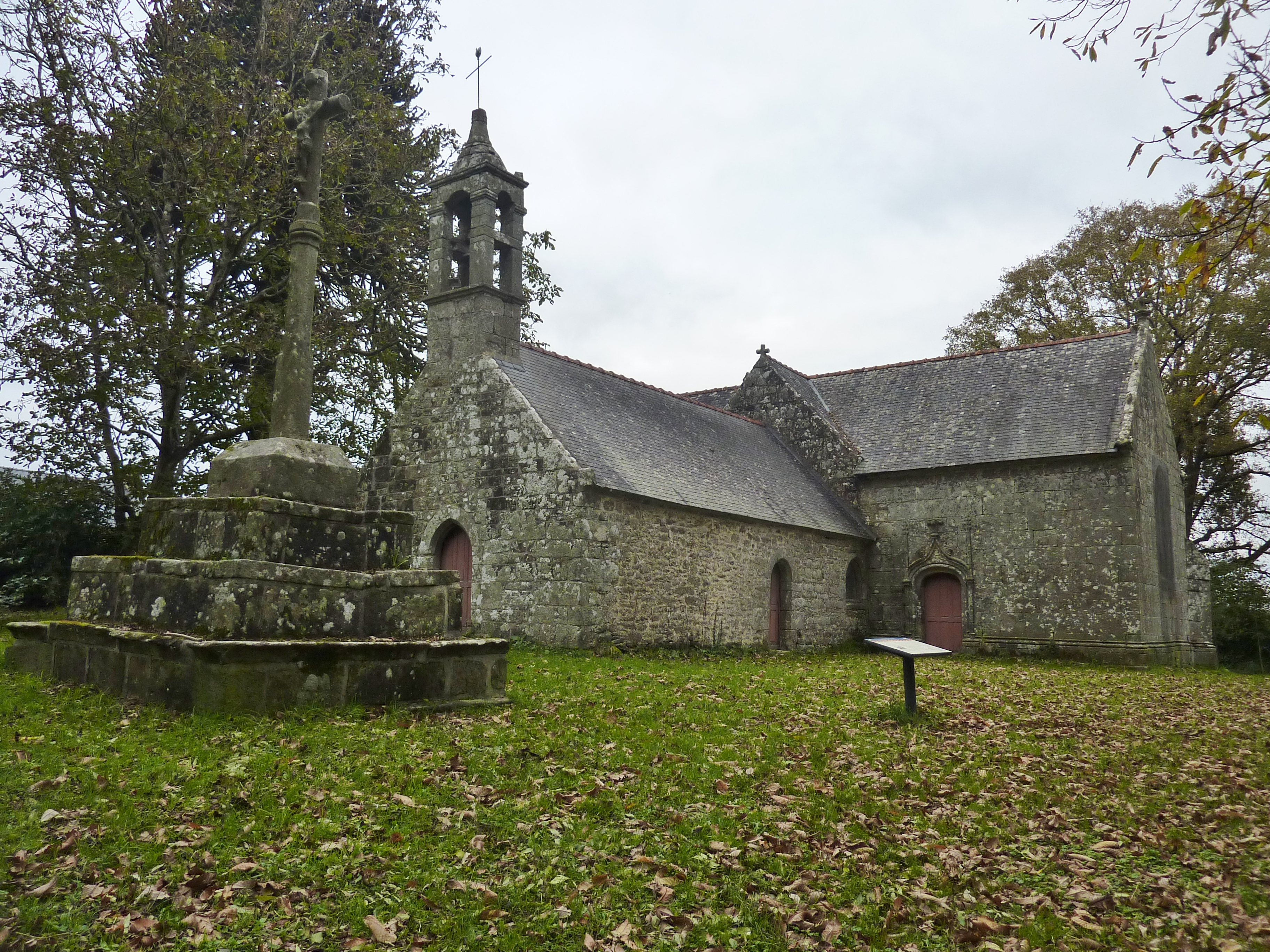
Briec : la chapelle Saint-Corentin (ou chapelle du Kreisker) et son calvaire.
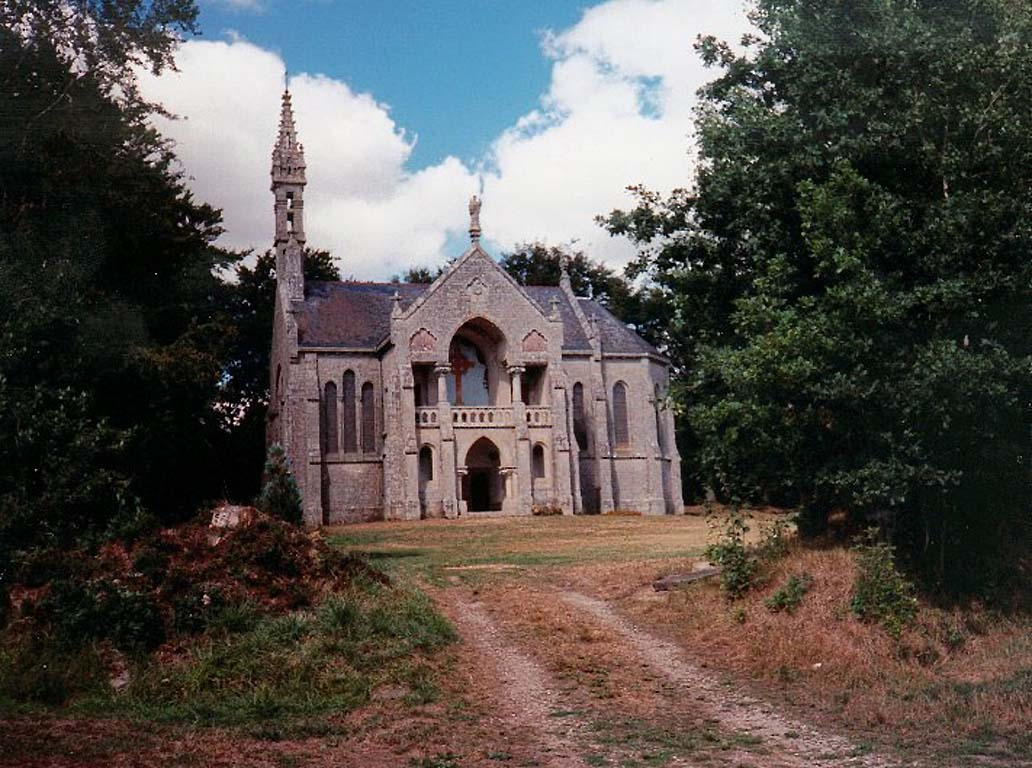
Plomodiern : chapelle Saint-Corentin en Plomodiern, construite à la fin du XIXe siècle à l'emplacement de son ermitage.
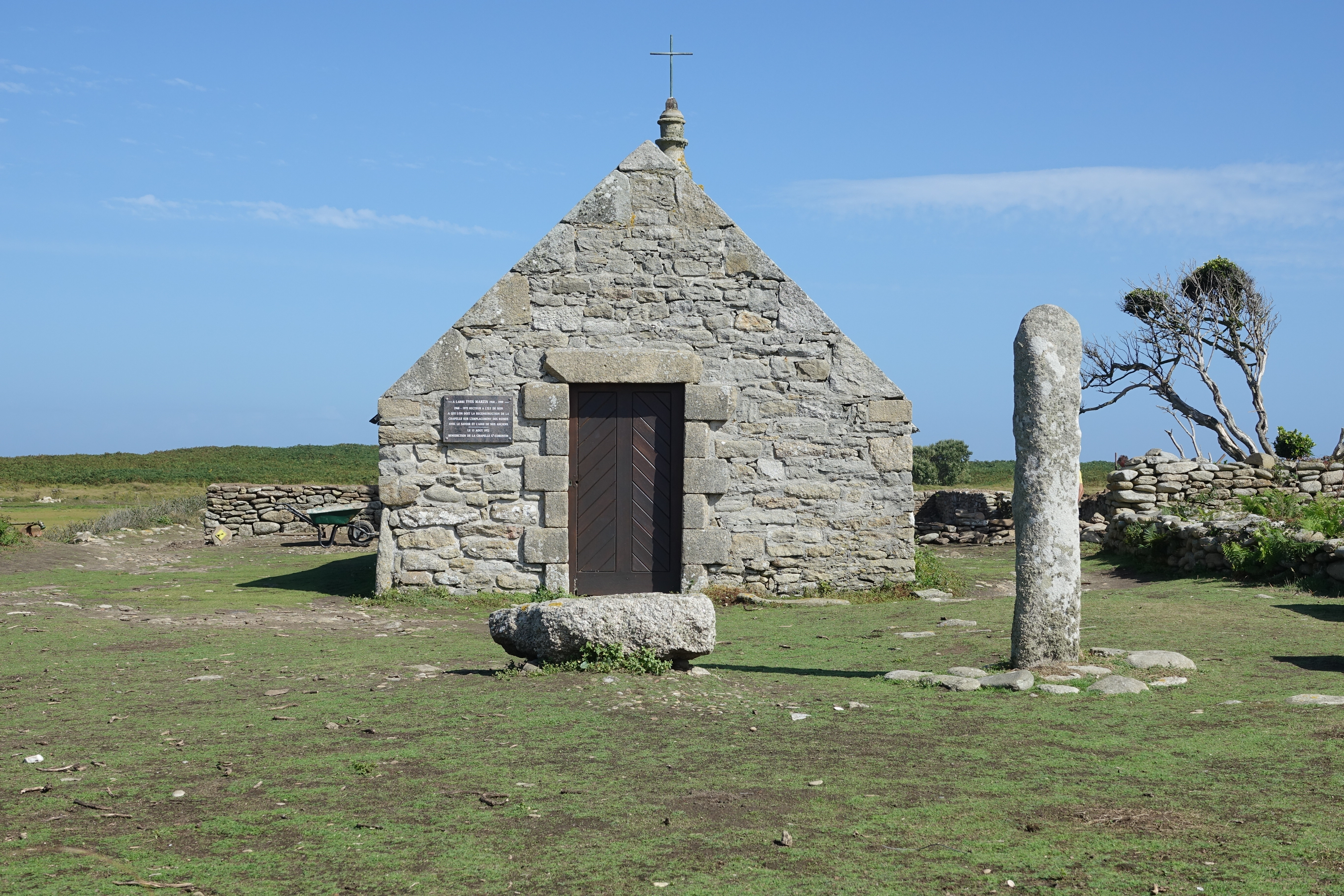
Chapelle saint Corentin (Île-de-Sein).

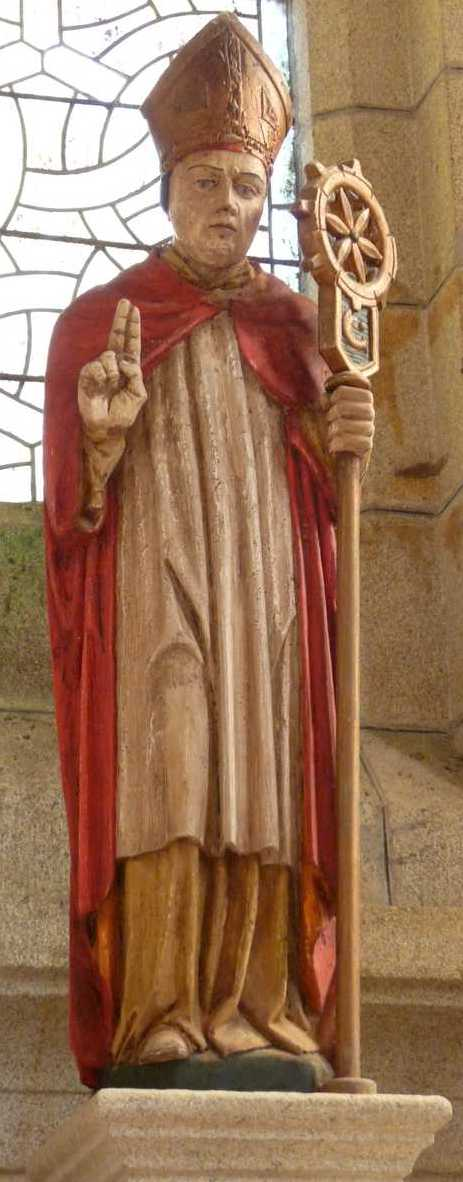
Statue de saint Corentin, chapelle Saint-Corentin, Lescobet, Plomodiern.
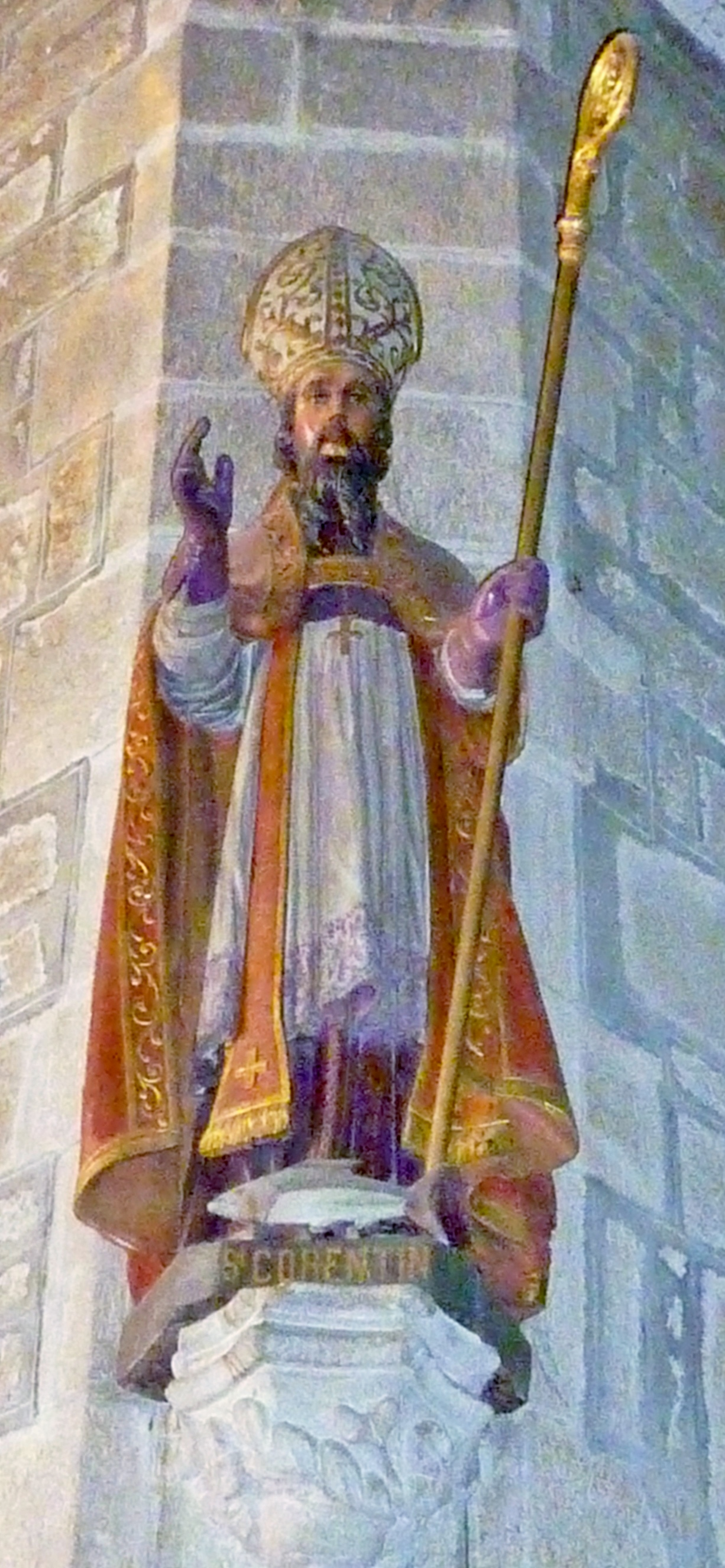
Pont-l'Abbé : église Notre-Dame-des-Carmes, statue de saint Corentin.
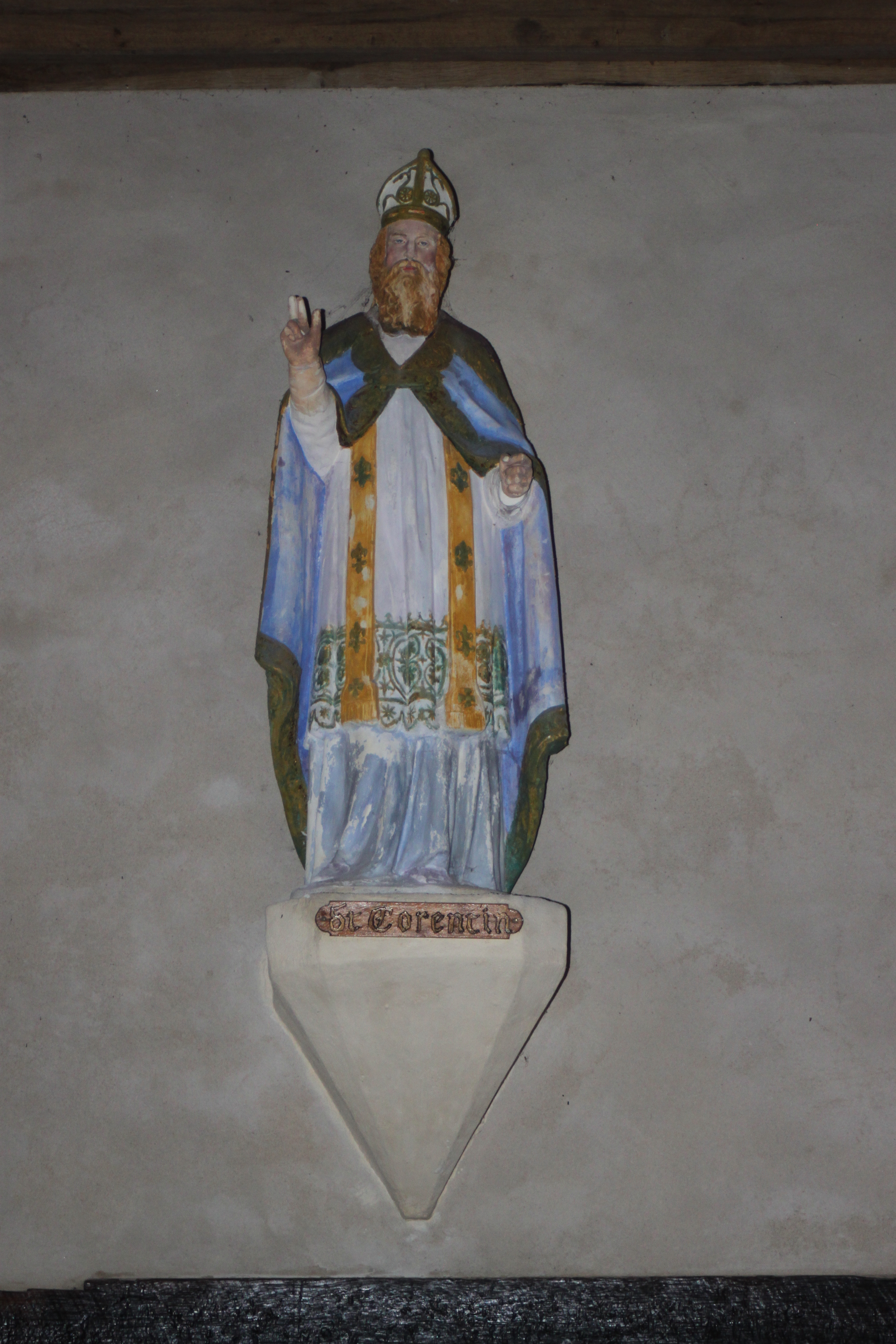
Statue de saint Corentin, chapelle des Sept-Saints à Erdeven (Morbihan).
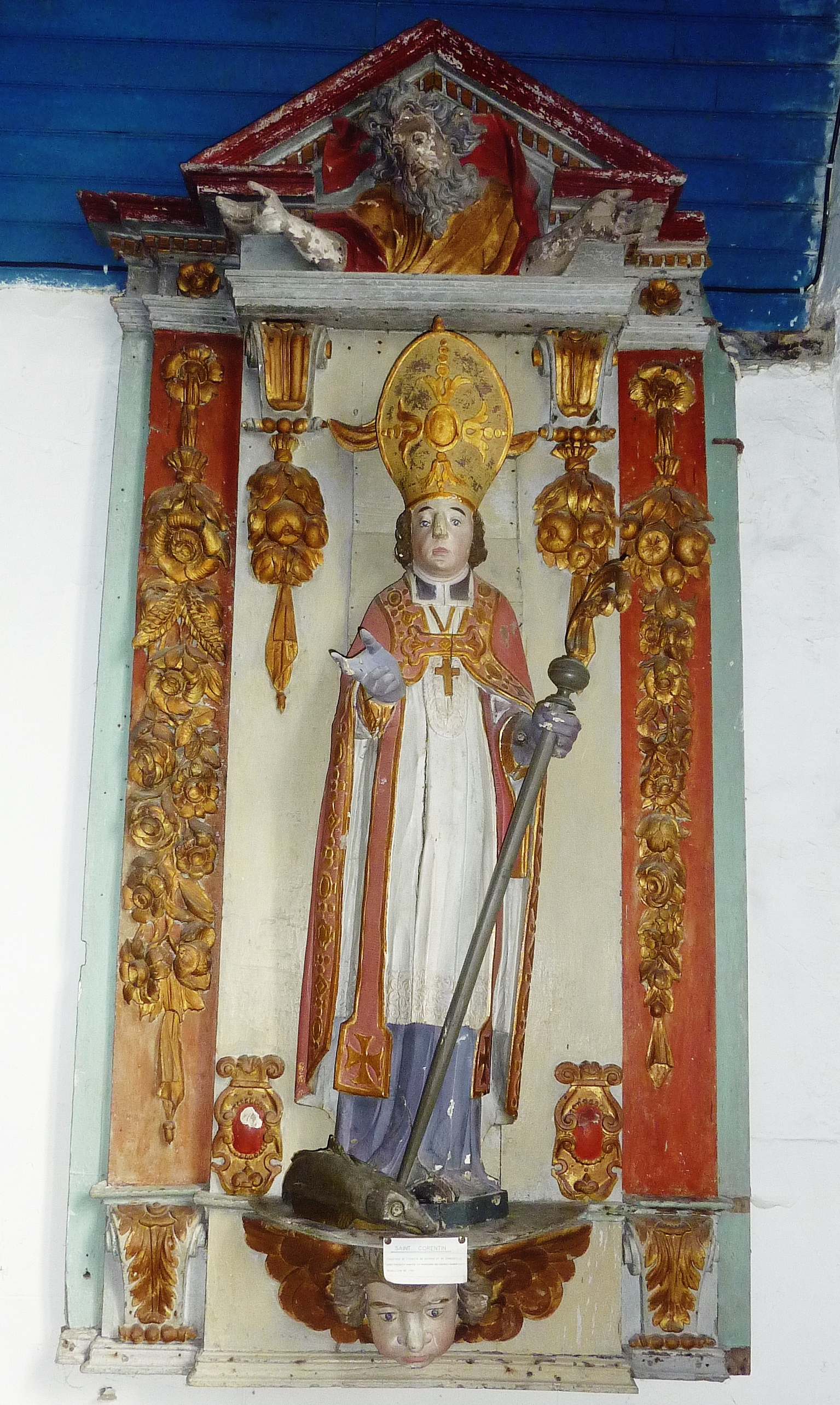
Caurel (Côtes-d'Armor) : église paroissiale Notre-Dame, statue de saint Corentin.